# تشافي سيمونز
تشافي كيونتين شاي سيمونز (بالهولندية: Xavier Quentin Shay Simons؛ مواليد 21 أبريل 2003) هو لاعب كرة قدم هولندي يلعب في مركز الوسط مع نادي آر بي لايبزيغ في الدوري الألماني و‌ يلعب أيضاً مع المنتخب الهولندي.

## النشأة
وُلد سيمونز في أمستردام، وهو نجلُ لاعب كرة القدم الهُولندي السابق ريجي سيمونز. سيمونز من أصلٍ سورينامي من خلال والده.

## مسيرته الكروية

### برشلونة
انضمَّ سيمونز إلى برشلونة في عام 2010، وسُرعان ما تقدَّم ليُصبح أحَد أبرز اللاعبين الشباب في النادي الكتالوني. ويُقال أنَّ النادي الإنجليزي تشيلسي وكذلك النادي الإسباني ريال مدريد كانَا يُحاوِلا التعاقُد معَه في سنٍ مُبكرةٍ.

### باريس سان جيرمان
في يوليو 2019، اتَّخذ سيمونز خطوة مُثيرةٍ للجدل بعدَ أَن انتقلَ للنادي الفرنسي باريس سان جيرمان، بعد الفشل في تجديد عقده معَ برشلونة. وبِحسب ما وردَ تبلغ قيمة عقدهِ مع النادي الباريسي ما يَصلُ إلى مليون يورو سنويًا، وينتهي في عام 2022.
في 10 فبراير 2021، قدم سيمونز أول مباراة رسمية له مع باريس سان جيرمان، حيث حل بديلاً عن يوليان دراكسلر في الفوز 1-0 كأس فرنسا على كاين.

## مسيرته الدولية
مثلَ سيمونز مُنتخب هولندا تحت 15 سنة، وتحت 16 سنة، وتحت 17 سنة.

## حياته الشخصية
في مارس 2020، ورد اسم سيمونز على قائمة غول "NxGn 2020" لأفضل 50 طفلًا رائعًا في كرة القدم العالمية. كما تم تضمينه في «الجيل القادم 2020» لصحيفة الغارديان في أكتوبر.
لقد جَمع عددًا كبيرًا من المُتابعين على منصة التواصل الاجتماعي إنستغرام، معَ أكثر من 3 ملايين مُتابع. لديه أيضًا عقدُ رعاية مع شركة تصنيع السلع الرياضية نايك.

## الإحصائيات
آخر تحديث 10 فبراير 2021.
| النادي           | الموسم   | الدوري         | الدوري | الدوري  | الكأس  | الكأس   | قاري   | قاري    | أخرى   | أخرى    | المجموع | المجموع |
| النادي           | الموسم   | الدرجة         | الظهور | الأهداف | الظهور | الأهداف | الظهور | الأهداف | الظهور | الأهداف | الظهور  | الأهداف |
| ---------------- | -------- | -------------- | ------ | ------- | ------ | ------- | ------ | ------- | ------ | ------- | ------- | ------- |
| باريس سان جيرمان | 2020–21  | الدوري الفرنسي | 0      | 0       | 1      | 0       | 0      | 0       | 0      | 0       | 1       | 0       |
| الإجمالي         | الإجمالي | الإجمالي       | 0      | 0       | 1      | 0       | 0      | 0       | 0      | 0       | 1       | 0       |

## وصلات خارجية
- تشافي سيمونز على موقع الاتحاد الأوربي (الإنجليزية)
- تشافي سيمونز على موقع إي إس بي إن إف سي (الإنجليزية)
- تشافي سيمونز على موقع قاعدة بيانات كرة القدم.إي يو (الإنجليزية)
- تشافي سيمونز على موقع بيانات كرة القدم. دي إي (الألمانية)
- تشافي سيمونز على موقع ليكيب (الفرنسية)
- تشافي سيمونز على موقع ناشيونال فوتبول تيمز (الإنجليزية)
- تشافي سيمونز على موقع Soccerbase.com (لاعب) (الإنجليزية)
- تشافي سيمونز على موقع Soccerway.com (الإنجليزية)
- تشافي سيمونز على موقع عالم كرة القدم.نت (الإنجليزية)
- تشافي سيمونز على موقع كووورة